# Glycaspis eucalypti
Glycaspis eucalypti är en insektsart som först beskrevs av George Edward Dobson 1851.  Glycaspis eucalypti ingår i släktet Glycaspis och familjen rundbladloppor. Inga underarter finns listade i Catalogue of Life.